# Боуч, Тим
Ти́моти Бо́уч (англ. Timothy A. Boetsch; род. 28 января 1981, Линкольнвилл) — американский боец смешанного стиля, представитель средней и полутяжёлой весовых категорий. Выступает на профессиональном уровне начиная с 2006 года, известен прежде всего по участию в турнирах бойцовской организации UFC.

## Биография
Тим Боуч родился 28 января 1981 года в городке Линкольнвилл округа Уолдо, штат Мэн. В возрасте шести лет по примеру своего старшего брата Аарона начал серьёзно заниматься борьбой, помимо этого практиковал джиткундо. Во время учёбы в старшей школе состоял в борцовской команде и показывал довольно высокие результаты, выигрывал практически все турниры, в которых принимал участие, в частности четыре раза становился чемпионом штата. По борцовской стипендии поступил в Университет Пенсильвании в Лок-Хейвене, однако на студенческих соревнованиях уже не имел такого успеха, долго не мог определиться с подходящей весовой категорией и никаких крупных соревнований не выиграл. Его сосед по комнате в то время тренировался вместе с известным бойцом ММА Пэтом Милетичем, и Боуч тоже решил попробовать себя в этом виде спорта.

### Начало профессиональной карьеры
Дебютировал в смешанных единоборствах на профессиональном уровне в октябре 2006 года, дрался в небольших американских промоушенах, таких как Madtown Throwdown, Reality Fighting, Extreme Challenge — из всех поединков неизменно выходил победителем.
В августе 2007 года на турнире International Fight League встретился с белорусским ветераном Владимиром Матюшенко и по итогам трёх раундов уступил ему единогласным решением судей, потерпев тем самым первое в профессиональной карьере поражение.

### Ultimate Fighting Championship
Имея в послужном списке шесть побед и только одно поражение, Боуч привлёк к себе внимание крупнейшей бойцовской организации мира Ultimate Fighting Championship и в феврале 2008 года на коротком уведомлении вышел в качестве замены на бой против Дэвида Хита — в итоге выиграл у него техническим нокаутом в концовке первого раунда.
В дальнейшем провёл в UFC ещё три боя, победил Майкла Патта, но проиграл Мэтту Хэмиллу и Джейсону Брилзу. Организация не стала предлагать ему новый контракт, и таким образом после этих поединков он вновь стал свободным агентом.

### Возвращение в UFC
Одержав три победы в менее престижных организациях, в августе 2010 года Тим Боуч вернулся в октагон UFC. Изначально планировалось, что он сойдётся с бразильцем Тиагу Силвой, но тот получил травму, и ему дали новичка организации Тодда Брауна. Боуч уверенно победил его по очкам. Тем не менее, далее последовало досрочное поражение от Фила Дэвиса — во втором раунде соперник применил вариацию обратного узла локтя, и Боуч вынужден был сигнализировать о сдаче.
В 2011 и 2012 годах, спустившись в среднюю весовую категорию, взял верх над такими бойцами как Кендалл Гроув, Ник Ринг, Юсин Оками и Эктор Ломбард, но проиграл Костасу Филиппу.
В 2013 году единогласным решением уступил Марку Муньосу и раздельным решением выиграл у Си Би Доллауэя.
В 2014 году сдался в поединке с Люком Рокхолдом и победил Брэда Тавареса, заработав при этом бонус за лучшее выступление вечера.
В 2015 году технической сдачей уступил Талесу Лейтесу (оба бойца получили награды за лучший бой вечера), уже на 28 секунде первого раунда был нокаутирован Дэном Хендерсоном.
Вернулся в полутяжёлый вес в 2016 году ради боя с Эдом Херманом, но проиграл и решил дальше выступать в среднем весе — последовали победы над Джошем Самманом и Рафаэлом Наталом.
В 2017 году потерпел поражение сдачей от Роналду Соузы, затем техническим нокаутом взял верх над Джони Хендриксом — получил награду за лучшее выступление вечера.
В апреле 2018 года в поединке с бразильским проспектом Антониу Карлусом Жуниором попался в удушающий приём сзади и вынужден был сдаться.

## Статистика в профессиональном ММА
| Боёв 34  | Побед 21 | Поражений 13 |
| -------- | -------- | ------------ |
| Нокаутом | 11       | 4            |
| Сдачей   | 5        | 5            |
| Решением | 5        | 4            |

| Результат | Рекорд | Соперник              | Способ                                 | Турнир                                 | Дата             | Раунд | Время | Место              | Примечание                                                                    |
| --------- | ------ | --------------------- | -------------------------------------- | -------------------------------------- | ---------------- | ----- | ----- | ------------------ | ----------------------------------------------------------------------------- |
| Поражение | 21-13  | Омари Ахмедов         | Единогласное решение                   | UFC Fight Night: Lewis vs. dos Santos  | 9 марта 2019     | 3     | 5:00  | Уичито, США        |                                                                               |
| Поражение | 21-12  | Антониу Карлус Жуниор | Сдача (удушение сзади)                 | UFC on Fox: Poirier vs. Gaethje        | 14 апреля 2018   | 1     | 4:28  | Глендейл, США      |                                                                               |
| Победа    | 21-11  | Джони Хендрикс        | TKO (удары)                            | UFC Fight Night: Chiesa vs. Lee        | 25 июня 2017     | 2     | 0:46  | Оклахома-Сити, США | Бой в промежуточном весе 85,3 кг; Хендрикс не сделал вес. Выступление вечера. |
| Поражение | 20-11  | Роналду Соуза         | Сдача (кимура)                         | UFC 208                                | 11 февраля 2017  | 1     | 3:41  | Бруклин, США       |                                                                               |
| Победа    | 20-10  | Рафаэл Натал          | KO (удары руками)                      | UFC 205                                | 12 ноября 2016   | 1     | 3:22  | Нью-Йорк, США      |                                                                               |
| Победа    | 19-10  | Джош Самман           | TKO (удары руками)                     | UFC Fight Night: McDonald vs. Lineker  | 13 июля 2016     | 2     | 3:49  | Су-Фолс, США       |                                                                               |
| Поражение | 18-10  | Эд Херман             | TKO (удары)                            | UFC Fight Night: Dillashaw vs. Cruz    | 17 января 2016   | 2     | 1:39  | Бостон, США        | Бой в полутяжёлом весе.                                                       |
| Поражение | 18-9   | Дэн Хендерсон         | KO (удары руками)                      | UFC Fight Night: Boetsch vs. Henderson | 6 июня 2015      | 1     | 0:28  | Новый Орлеан, США  |                                                                               |
| Поражение | 18-8   | Талес Лейтес          | Техническая сдача (треугольник руками) | UFC 183                                | 31 января 2015   | 2     | 3:45  | Лас-Вегас, США     | Бой вечера.                                                                   |
| Победа    | 18-7   | Брэд Таварес          | TKO (удары руками)                     | UFC Fight Night: Bader vs. St. Preux   | 16 августа 2014  | 2     | 3:18  | Бангор, США        | Выступление вечера.                                                           |
| Поражение | 17-7   | Люк Рокхолд           | Сдача (кимура треугольником)           | UFC 172                                | 26 апреля 2014   | 1     | 2:08  | Балтимор, США      |                                                                               |
| Победа    | 17-6   | Си Би Доллауэй        | Раздельное решение                     | UFC 166                                | 19 октября 2013  | 3     | 5:00  | Хьюстон, США       |                                                                               |
| Поражение | 16-6   | Марк Муньос           | Единогласное решение                   | UFC 162                                | 6 июля 2013      | 3     | 5:00  | Лас-Вегас, США     |                                                                               |
| Поражение | 16-5   | Костас Филиппу        | TKO (удары руками)                     | UFC 155                                | 29 декабря 2012  | 3     | 2:11  | Лас-Вегас, США     |                                                                               |
| Победа    | 16-4   | Эктор Ломбард         | Раздельное решение                     | UFC 149                                | 21 июля 2012     | 3     | 5:00  | Калгари, Канада    |                                                                               |
| Победа    | 15-4   | Юсин Оками            | TKO (удары руками)                     | UFC 144                                | 26 февраля 2012  | 3     | 0:54  | Сайтама, Япония    |                                                                               |
| Победа    | 14-4   | Ник Ринг              | Единогласное решение                   | UFC 135                                | 24 сентября 2011 | 3     | 5:00  | Денвер, США        |                                                                               |
| Победа    | 13-4   | Кендалл Гроув         | Единогласное решение                   | UFC 130                                | 28 мая 2011      | 3     | 5:00  | Лас-Вегас, США     | Дебют в среднем весе.                                                         |
| Поражение | 12-4   | Фил Дэвис             | Сдача (кимура)                         | UFC 123                                | 20 ноября 2010   | 2     | 2:55  | Оберн-Хилс, США    |                                                                               |
| Победа    | 12-3   | Тодд Браун            | Единогласное решение                   | UFC 117                                | 7 августа 2010   | 3     | 5:00  | Окленд, США        |                                                                               |
| Победа    | 11-3   | Риз Шейнер            | KO (ногой в голову)                    | NAFC: Stand Your Ground                | 3 апреля 2010    | 1     | 1:05  | Уэст-Аллис, США    |                                                                               |
| Победа    | 10-3   | Руди Линдси           | Сдача (гильотина)                      | 5150 Combat League                     | 16 января 2010   | 2     | 1:55  | Талса, США         | Выиграл титул чемпиона 5150 в полутяжёлом весе.                               |
| Победа    | 9-3    | Аарон Старк           | Техническая сдача (гильотина)          | KOTC: Thunderstruck                    | 15 августа 2009  | 2     | 1:18  | Эверетт, США       |                                                                               |
| Поражение | 8-3    | Джейсон Брилз         | Единогласное решение                   | UFC 96                                 | 7 марта 2009     | 3     | 5:00  | Колумбус, США      |                                                                               |
| Победа    | 8-2    | Майкл Патт            | TKO (удары руками)                     | UFC 88                                 | 6 сентября 2008  | 1     | 2:03  | Атланта, США       |                                                                               |
| Поражение | 7-2    | Мэтт Хэмилл           | TKO (удары руками)                     | UFC Fight Night: Florian vs. Lauzon    | 2 апреля 2008    | 2     | 1:25  | Брумфилд, США      |                                                                               |
| Победа    | 7-1    | Дэвид Хит             | TKO (удары руками)                     | UFC 81                                 | 2 февраля 2008   | 1     | 4:52  | Лас-Вегас, США     |                                                                               |
| Поражение | 6-1    | Владимир Матюшенко    | Единогласное решение                   | IFL: 2007 Semifinals                   | 2 августа 2007   | 3     | 4:00  | Ист-Ратерфорд, США |                                                                               |
| Победа    | 6-0    | Брендан Барретт       | Техническая сдача (гильотина)          | Extreme Challenge 81                   | 28 июля 2007     | 2     | 3:00  | Уэст-Ориндж, США   |                                                                               |
| Победа    | 5-0    | Олег Савицкий         | KO (удары коленями)                    | Extreme Challenge 78                   | 9 июня 2007      | 1     | 3:27  | Асбери-Парк, США   |                                                                               |
| Победа    | 4-0    | Льюис Паскевейдж      | TKO (удары)                            | Reality Fighting 15                    | 19 мая 2007      | 1     | 0:20  | Атлантик-Сити, США |                                                                               |
| Победа    | 3-0    | Хазим Ибрагим         | Сдача (удары руками)                   | Extreme Challenge 75                   | 23 марта 2007    | 1     | 1:10  | Трентон, США       |                                                                               |
| Победа    | 2-0    | Хазим Ибрагим         | KO (удар рукой)                        | Reality Fighting 14                    | 18 ноября 2006   | 1     | 3:47  | Атлантик-Сити, США | Выиграл вакантный титул чемпиона Reality Fighting в полутяжёлом весе.         |
| Победа    | 1-0    | Демиан Декора         | Сдача (удары руками)                   | Madtown Throwdown 9                    | 14 октября 2006  | 3     | 1:27  | Мадисон, США       |                                                                               |